# Chó chăn gia súc Flanders
Chó chăn gia súc vùng Flanders (Bouvier des Flandres) là một loài chó chăn gia súc có nguồn gốc từ vùng Flanders thuộc Bỉ. Bouviêr des Flandres có nghĩa là Chăn bò từ Flanders.

## Tổng quan
Chúng có thể được tạo ra từ việc lai giữa loài Griffon và chó Beauceron. Loài Bouviêr des Flandres, xuất xứ từ loài chó chăn gia súc, được sử dụng rộng rãi như chó cứu hộ và vận chuyển thư trong suốt Thế Chiến Thứ I. Kết quả là sự hiện diện của nó trong suốt Thế chiến và sự hủy diệt gần như toàn bộ tỉnh Flandres, loài này gần như bị tiêu diệt hoàn toàn.
Trong năm 1923, sau chiến tranh, loài Bouviêr được tái sinh từ một vài người nuôi, và một câu lạc bộ nuôi chó được thành lập tại Bỉ. Hiện tại Bouvier phục vụ như một loài chó trông nhà, chó canh gác và vật nuôi trong gia đình và cũng như một con chó truy lùng dấu vết. Loài chó này hiện tại cũng được sử dụng như chó dẫn đường cho người mù và trong tìm kiếm và cứu hộ. Nó cũng sẽ thành công trong công việc cảnh sát, quân đội, kéo xe, khéo léo, thi vâng lời...

## Đặc điểm
Bouvier là một loài chó ấn tượng, mạnh mẽ với một cái đầu lông dày và rậm kèm theo một bộ râu và ria. Bộ râu dày và lông mày rậm bờm xờm tạo cho con chó một diện mạo rất đặc biệt. Mõm hơi thuôn, khỏe và rộng. Đôi mắt nâu, tối, hình ô van có biểu hiện sống động, tự nhiên, dũng cảm. Mũi đen. Hàm răng nên khít hình kéo. Chiều dài thận từ đỉnh vai đến đỉnh của mông nên cân đối xấp xỉ với chiều dài của chó từ hai vai đến mặt đất, tạo nên cho chó một bộ khung cân đối. Hai chân trước thì cơ bắp và thẳng tắp. Ngực rộng và sâu. Dòng chó Bỉ thường có khuynh hướng có phần nhỏ hơn và nhẹ hơn dòng chó Hà Lan. Chiều cao, cân năng: Chó đực cao 58 đến 71 cm, nặng 34 đến 41 cân. Chó cái cao từ 56 đến 59 cm, nặng 27 đến 36 cân.
Chó có bộ lông kép. Bộ lông ngoài trông bờm xờm, thô ráp khi chạm vào thì khô và ráp. Bộ lông len-cứng trở nên đen, nâu, hoe vàng, ghi hoặc vện. Đen cứng thì không phải là màu tiêu biểu, nhưng chấp nhận được. Các bộ lông hoe vàng không được chấp nhận là màu lông chuẩn. Bộ lông của loài Bouvier đi kèm với lông tơ dày, có một chút lông trắng ở ngực. Bộ lông bảo vệ chó trong những khi thời tiết khắc nghiệt. Đôi tai hình tam giác và thẳng đứng. Đuôi bị cắt ngắn và đôi tai có thể bị cắt tại một điểm, dù nhiều người gây giống chuộng để chúng một cách tự nhiên. Cắt và tỉa là không hợp pháp trong nhiều nước châu Âu. 
Những loài chó rất khỏe này thường quen với những điều kiện khắc nghiệt và rất hiếm khi ốm, tuy nhiên nhiều con chó có thể chịu đựng những bệnh về mắt và khó thở, phiền muộn như chảy nước mắt, chảy nước mũi. Loài Bouviêr có khả năng chịu đựng đau đớn rất cao. Chúng có thể tiếp xúc nhiều với các loài gia súc mà không có vấn đề gì. Điều này không làm chúng thành những bệnh nhân khoái ăn kiêng, khi chúng có thể nói ở đâu con chó đang đau bằng cách điều khiển các chân và/hoặc các bộ phận khác của cơ thể.
Vòng đời khoảng 10 đến 12 năm. Lứa đẻ của chúng từ 5 đến 10 cún con – trung bình là 8. Bộ lông thô ráp đòi hỏi phải chăm sóc chú ý nhiều. Chải lông dài thường xuyên và tắm hoặc tắm khô bằng dầu gội chỉ khi nào cần thiết. Loài Bouviêr cần được cắt tỉa ít nhất 3 lần trong năm. Khi cắt tỉa cần loại bỏ bất cứ chiếc lông dài nào ra khỏi tai và cắt tỉa lông giữa các kẽ của các bàn chân. Không để lông mọc quá dài gần các bàn chân nhưng cắt tỉa lông để loài Bouviêr có những bàn chân tròn đẹp. Loài Bouviêr được chăm sóc tốt rụng rất ít lông trong nhà. Vài người chủ Bouviêr vừa thông báo rằng nuôi loài Bouviêr trong nhà thì tốt cho những người bị dị ứng.

## Tập tính
Loài Bouvier des Flandres vâng lời và bản tính dễ chịu. Nó trông có vẻ đe dọa, nhưng thực tế thì trầm tĩnh và nhẹ nhàng. Nhiệt tình, trách nhiệm, thậm chí bình tĩnh và không sợ sệt. Một loài chó trông nhà và bảo vệ, rất dễ huấn luyện. Loài này học theo mệnh lệnh tương đối nhanh, dù không thể nhanh Berger Đức. Chúng đòi hỏi một sự đào tạo cân đối mà đem theo sự phù hợp tự nhiên. Khi chúng học một mệnh lệnh chúng sẽ nhớ nó cho đến tận phần còn lại của cuộc đời. Quan trọng là làm thế nào để con chó nhận thức, không phải là quá khó đối với nó, rằng sẽ và vẫn là ông chủ. Loài này cần một người chủ kinh nghiệm để ngăn ngừa những vấn đề bất trị.
Nó nên sớm được hòa nhập với xã hội ở một độ tuổi nhất định để tránh thiên hướng quá bảo vệ lãnh địa và xấu hổ. Một con chó trong gia đình tốt. Loài Bouvier rất thích nghi và đi dạo trong yên lặng và trật tự. Sự trung thành của loài chó này nổi tiếng trên thế giới. Huấn luyện vâng lời ở loài này tại độ tuổi non trẻ. Hành vi với những động vật khác phụ thuộc vào tính chất và tính khí từng con chó riêng lẻ. Miễn là chúng được hòa nhập kịp thời vào những tháng đầu đời, những cơ hội mà chúng làm quen với những con mèo và các vật nuôi khác, nhưng thận trọng với những loài vật nuôi còn non. Chúng thường tốt với những loài chó khác nếu chúng được làm quen từ khi còn non.
Một vài con có thế thống trị có thể là hiếu chiến. Chậm trưởng thành trong cả thể chất và tư chất. Nó không hoàn toàn trưởng thành cho đến tận khi con chó được 2 đến 3 năm tuổi. Chúng có thể nghi ngờ và dè dặt đối với những người lạ và có thiên hướng bảo vệ gia đình nhà chủ. Loài Boviêr des Flandres sẽ chấp nhận điều kiện trong căn hộ nếu nó được tập luyện thể chất đầy đủ. Nó thì tương đối thụ động trong nhà và sẽ là tốt nhất nếu có ít nhất một khoảng sân rộng.
Loài Bouviêr des Flandres là loài chó sung sức và năng động mà có một yêu cầu trung bình đối với tập thể dục. Nó cần đi ra ngoài trong những cuộc đi dạo dài hằng ngày hoặc chay bên cạnh theo xe đạp. Trong suốt giai đoạn phát triển, việc tập thể dục nên được thường xuyên cẩn thận chỉ với đi bộ, dạo, để xương phát triển, các cơ bắp và gân không quá bị ép quá mức. Loài này yêu cầu tất cả những năng lượng để tạo nên một cơ thể sung sức và khỏe mạnh.